# Renée Kahane
Renée Kahane (* 9. Dezember 1907 in Argostolion auf Kefalonia als Renée Toole; † 10. Dezember 2002 in Chicago) war eine griechisch-österreichische Romanistin und Sprachwissenschaftlerin mit US-amerikanischer Staatsbürgerschaft.

## Leben und Werk
Renée Toole wuchs in Argostoli auf, ihr Vater war irischer Abstammung. 1925 ging sie zum Studium der Romanistik nach Leipzig und Berlin. 1931 heiratete sie Heinrich Kahane. Anfang 1934 promovierte Renée Kahane bei Ernst Gamillscheg in Berlin über Wortgeschichtliche Studien: "toupin" und "bronze" (Jena/Leipzig 1934). Mit ihrem wegen seiner jüdischen Abstammung aus Deutschland vertriebenen Mann ging sie nach Florenz und war dort bis 1938 zusammen mit ihm am Landschulheim Florenz tätig. Nach der Schließung der Schule gingen sie zuerst nach Lixouri auf Kefalonia, bevor sie 1939 in die USA emigrierten, wo Henry Kahane von 1941 bis zu seiner Emeritierung 1971 Professor an der University of Illinois at Urbana-Champaign (später auch am Center for Advanced Studies) war. Ein Leben lang haben Renée Kahane und Henry Kahane zahlreiche Forschungsergebnisse gemeinsam publiziert.

## Weitere Werke (zusammen mit Henry Kahane)
- Italienische Ortsnamen in Griechenland, Athen 1940
- (Zusammen mit Ralph L. Ward) Spoken Greek, 2 Bde., New York 1945/46, 1972
- (Zusammen mit Andreas Tietze) The Lingua Franca in the Levant. Turkish Nautical Terms of Italian and Greek Origin, Urbana 1958
- (Zusammen mit Sol Saporta) The Development of the Verbal categories in Child Language, Bloomington, Ind. 1958
- (in Zusammenarbeit mit Angelina Pietrangeli) The Krater and the Grail. Hermetic Sources of the Parcival (= Illinois Studies in Language and Literature. Band 56). Urbana 1965 (Neuauflage 1984); Rezension dazu: Arthur T. Hatto, in: German life and letters. Band 22, 1968/1969, S. 251 f.
- (Zusammen mit Lucille Bremner und Manlio Cortelazzo) Glossario degli antichi portolani italiani, Florenz 1967
- Abendland und Byzanz: Sprache, in: Reallexikon der Byzantinistik,  Amsterdam 1970–1976
- Graeca et Romanica: Scripta selecta, 3 Bde., Amsterdam 1979, 1981, 1986